# Plebejus bejarensislilacina
Plebejus bejarensislilacina är en fjärilsart som beskrevs av Tutt. Plebejus bejarensislilacina ingår i släktet Plebejus och familjen juvelvingar. Inga underarter finns listade i Catalogue of Life.